# Уколово (Смоленская область)
Уколово — деревня в Смоленском районе Смоленской области России. Входит в состав Пригорского сельского поселения. 
Расположена в западной части области в 12 км к юго-востоку от Смоленска, в 9 км западнее автодороги А141 Орёл — Витебск. В 3 км западнее деревни расположена железнодорожная станция Тычинино на линии Смоленск — Рославль. По состоянию на 2010 год постоянного населения не имеет.

## История
В годы Великой Отечественной войны деревня была оккупирована гитлеровскими войсками в июле 1941 года, освобождена в сентябре 1943 года. 